# Unidad los Cables
Unidad los Cables är en ort i Mexiko.   Den ligger i kommunen Chignautla och delstaten Puebla, i den sydöstra delen av landet, 180 km öster om huvudstaden Mexico City. Unidad los Cables ligger 2 195 meter över havet och antalet invånare är 251.
Terrängen runt Unidad los Cables är bergig, och sluttar norrut. Runt Unidad los Cables är det ganska tätbefolkat, med 179 invånare per kvadratkilometer. Närmaste större samhälle är Teziutlan, 6,4 km öster om Unidad los Cables. I omgivningarna runt Unidad los Cables växer huvudsakligen savannskog.